# 呉徳俊
呉 徳俊（吳德俊、オ・ドクチュン、오덕준）は大韓民国の軍人。

## 人物
1921年、慶尚南道金海に生まれる。1943年、関西大学法科卒業。学徒出陣して福知山陸軍予備士官学校（福知山中部軍教育隊）卒業。広島県の中国軍管区歩兵第5補充隊（第48部隊）に勤務し、ここで原爆にあって顔半分を被曝し皮膚の色が違っていた。終戦時、日本軍少尉。韓国に帰国後は朝鮮建国準備委員会慶南支部軍事顧問。
1946年2月28日付で、軍事英語学校卒業の扱いで任少尉（軍番10059番）、第5連隊（釜山）付。同年3月、第5連隊B中隊（中隊長：李致業少尉）副官。1947年、第5連隊作戦主任（大尉）。1947年12月1日、第3旅団人事参謀（少領）。1948年6月28日、第3旅団参謀長（中領）。同年8月8日、第5旅団参謀長。1949年4月15日、第22連隊長。同年5月、護国軍参謀副長補佐官。同年7月25日、第10連隊長。
1950年3月に来日して第24師団で研修を受けていたが、朝鮮戦争が勃発すると帰国。部隊（呉徳俊部隊と呼ばれる）を編成して西南部で第6師団の遅滞に任じた。1950年10月14日、陸軍本部高級副官。1950年11月12日、第9師団長。1951年1月2日、第1軍団参謀長（1月13日まで）。同年2月15日、陸軍本部人事局長。1951年5月23日、第11師団長。1952年8月、済州地区衛戍司令官兼第1訓練所長。1953年6月17日、第15師団の3代目師団長に就任して陣地の補強や部隊整備に専念していたが、アメリカ陸軍指揮幕僚大学留学のため、6月25日に離任。
1955年、合同参謀本部長。
1957年7月、第3軍団長。
1959年7月、第5軍団長。
1960年5月、戦闘兵科教育司令官。
1961年、予備役編入。11月、農業協同組合中央会長。
1963年、韓国輸出貿易公社代表理事。
1964年、大東工業株式会社会長。

## 勲章
- シルバースター - 1952年4月23日[22]
- レジオン・オブ・メリット - 1953年3月26日[23]